# Théo Valls
Théo Valls (ur. 18 grudnia 1995 w Nîmes) – francuski piłkarz, występujący na pozycji środkowego pomocnika w Grenoble Foot 38. Występował w takich klubach jak Nîmes Olympique i Servette FC.